# Saint-Pierre-de-Chevillé
 Saint-Pierre-de-Chevillé  es una población y comuna francesa, situada en la región de Países del Loira, departamento de Sarthe, en el distrito de La Flèche y cantón de Château-du-Loir.

## Demografía
| 446 | 429 | 380 | 369 | 319 | 342 |
| Para los censos de 1962 a 1999 la población legal corresponde a la población sin duplicidades (Fuente: INSEE [Consultar]) |     |     |     |     |     |